# Rendang
Rendang – ostra potrawa mięsna (rodzaj gulaszu wołowego z kokosem) charakterystyczna dla kuchni indonezyjskiej, malezyjskiej i singapurskiej, wywodząca się z tradycji kulinarnych indonezyjskiego ludu Minangkabau (zachodnia Sumatra). W Indonezji jest daniem narodowym.

## Historia i charakterystyka

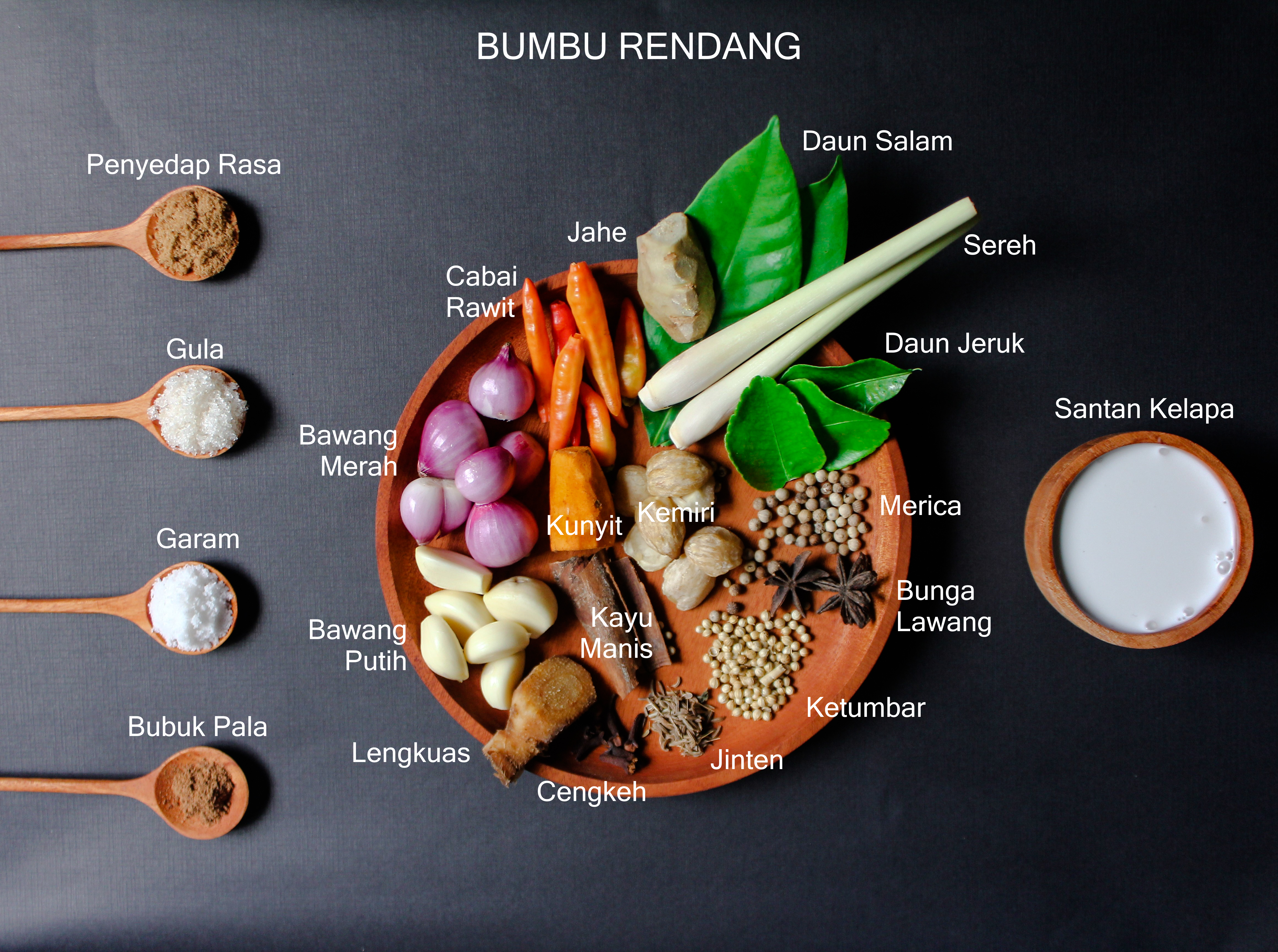
Składniki potrawy

Według przekazów sposób przygotowywania potrawy (ostre przyprawy i długotrwałe gotowanie umożliwiające długie przechowywanie gotowego dania) uzależniony był od gorącego, tropikalnego klimatu. Minangkabau trudnili się w wielkiej mierze handlem, odbywali dalekie podróże i potrzebowali żywności, która mogła zachować świeżość przez wiele tygodni. Dodatkowo specjał ma znaczenie symboliczne, albowiem cztery główne składniki użyte w rendang reprezentują społeczeństwo Minangkabau: mięso to przywódcy, kokos to intelektualiści, chili to przywódcy religijni, a inne, zróżnicowane przyprawy to reszta społeczeństwa.
Obecnie potrawa spożywana jest, nie tylko w Indonezji, Malezji (zwłaszcza chętnie wśród Malajów) i Singapurze ale na całym świecie. Do Malezji, wprowadzona została w czasie, gdy osadnicy Minangkabau z Sumatry migrowali do południowej części Półwyspu Malajskiego w czasach sułtanatu Melaki. Porównywana bywa do indyjskiego curry ze względu na swoją konsystencję i smak. Zamiast wołowiny, ale rzadziej, stosowana jest też jagnięcina lub kurczak.
Karmelizowane mięso przyprawiane jest m.in. galangalem, trawą cytrynową i chili, a następnie długotrwale gotowane (redukowane), aż praktycznie cały płyn odparuje. Potrawa najczęściej serwowana jest z ryżem, lontongiem, ketupatem, a w Malezji także z nasi lemak, czyli ryżem gotowanym w mleczku kokosowym. W Indonezji jest częścią programu kulinarnego ważnych uroczystości, muzułmańskiego święta Id al-Fitr kończącego Ramadan, czy uczt na cześć znaczących gości.

## Galeria

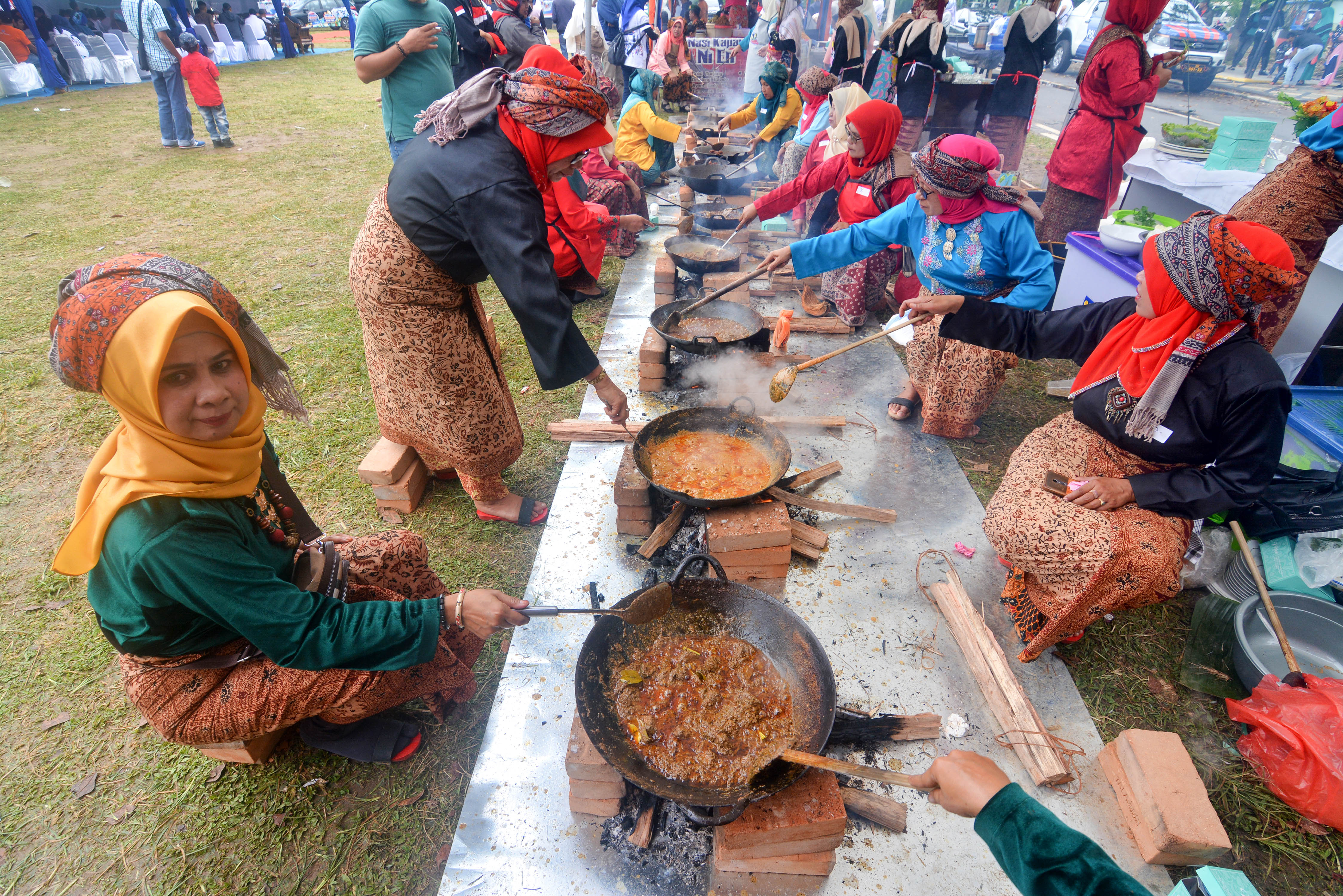
Przygotowywanie potrawy na Sumatrze
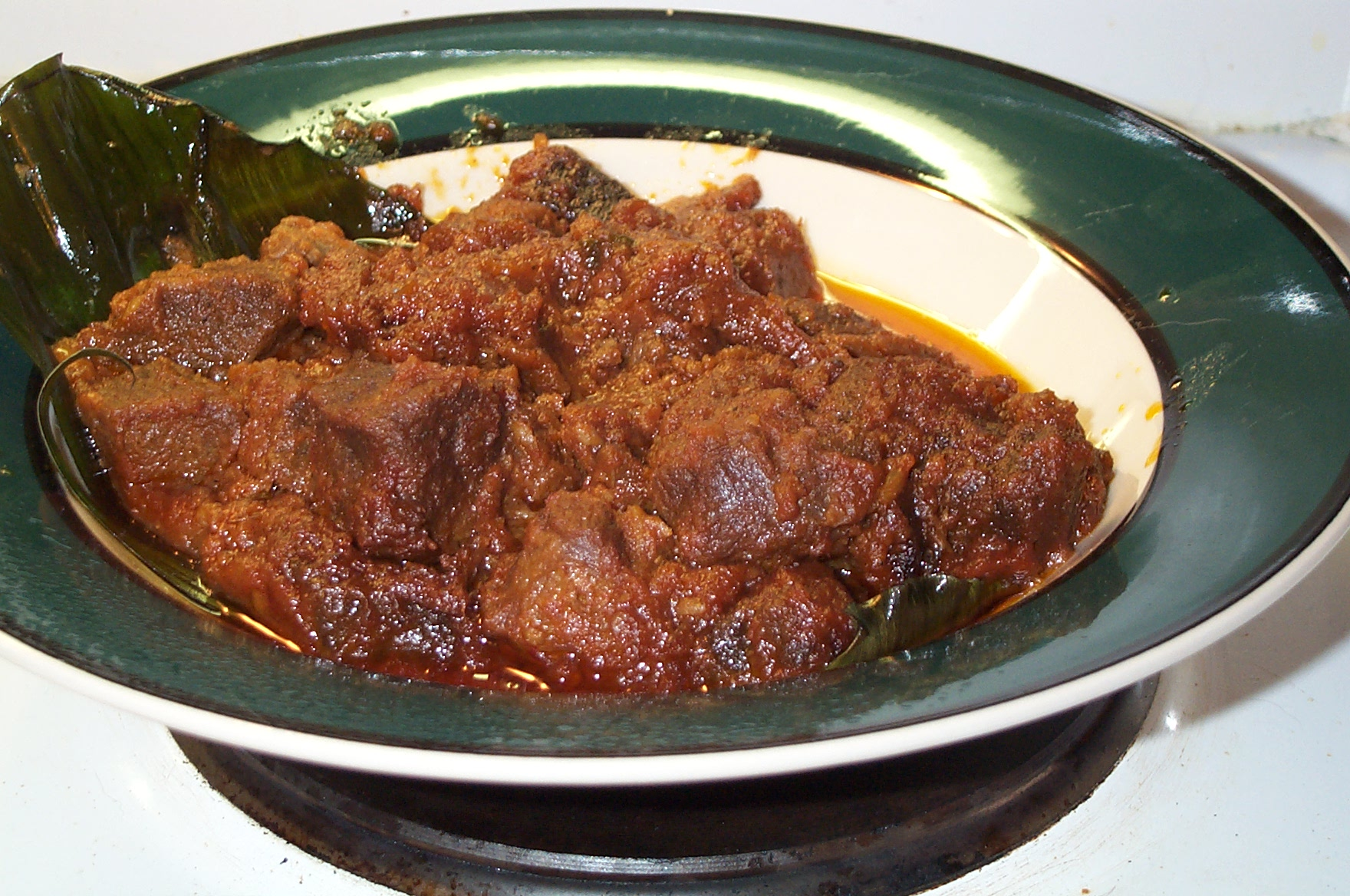
Rendang z jagnięciny
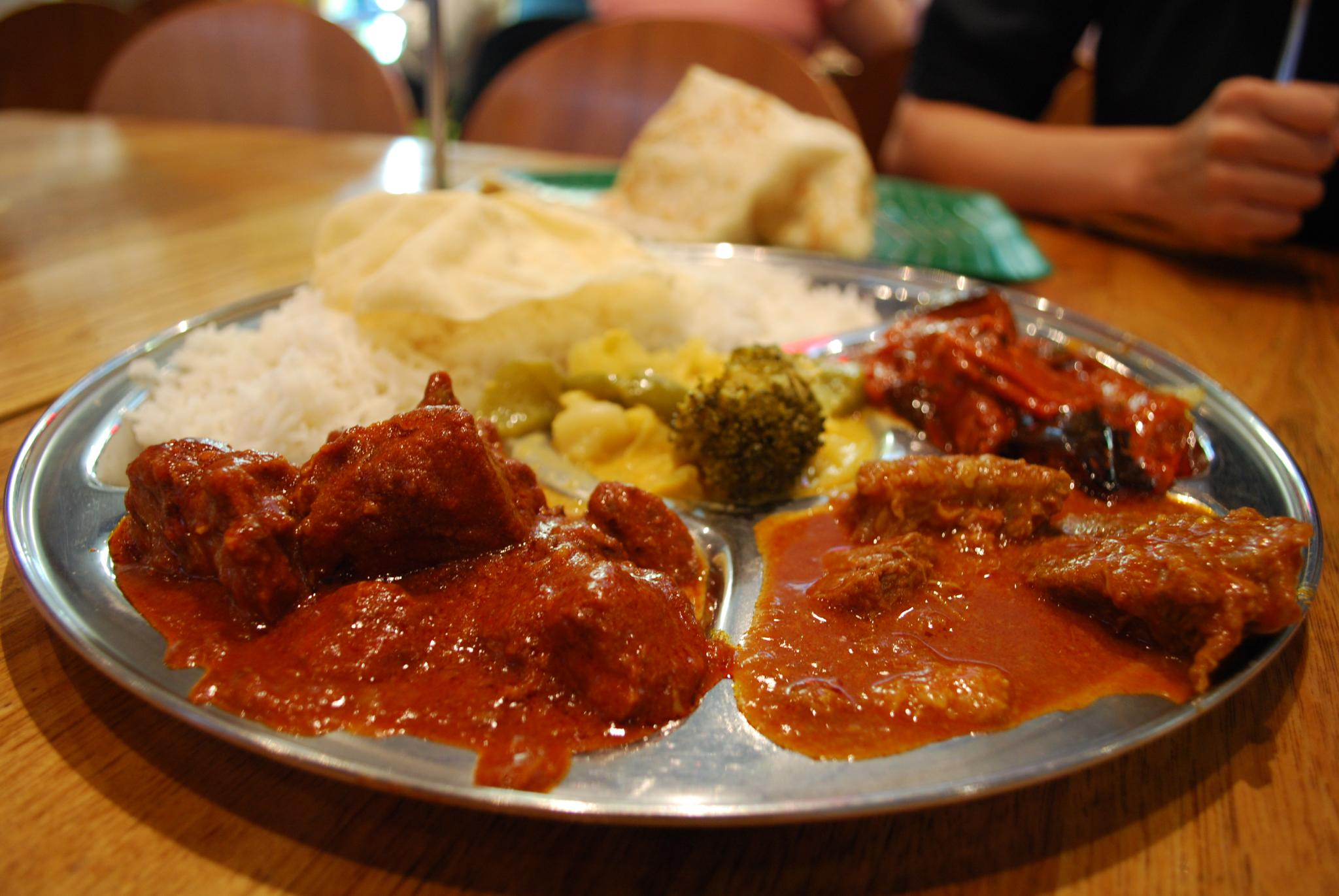
Rendang w restauracji w Melbourne